# Hal Hale
Hal Ries Hale (21 settembre 1945) è un ex cestista e allenatore di pallacanestro statunitense, professionista nella ABA.